# Південний район (Кам'янське)
Південний район — адміністративний район міста Кам'янське на сході правобережжя.

## Населення
За переписом 2001 року населення становило 74 712 осіб.

### Мовний склад
Рідна мова населення за даними перепису 2001 року:
| Мова       | Чисельність, осіб | Доля     |
| ---------- | ----------------- | -------- |
| Українська | 50 116            | 67,08 %  |
| Російська  | 23 983            | 32,10 %  |
| Інше       | 613               | 0,82 %   |
| Разом      | 74 712            | 100,00 % |

## Історія
9 жовтня 1945 місто поділене на 3 райони. Один з районів було названо Баглійським на честь колишнього робітника-залізничника, одного з перших радянських очільників залізниці Гаврила Баглія. Поділ міста на райони було скасовано 11 серпня 1948 року та поновлено 8 травня 1952 року.
У 2016 році Баглійський район перейменовано на Південний район рішенням міської ради.

## Райони
До складу району входять Карнаухівка і Соцмісто.

## Підприємства
Тут розташовані:
- Придніпровський хімічний завод, на якому за період 1949—1991 років вироблявся уран. Відходами уранового виробництва забруднені прилеглі території, яри та балки;
- ВАТ «Дніпро-Азот».

## Транспорт
На території району розташована залізнична станція Запоріжжя-Кам'янське (Баглій).
Територією району проходить (вулицями Дніпровською та Дорожньою) національна автомагістраль Н08.